# Rothenbrunnen
Rothenbrunnen é uma comuna da Suíça, no Cantão Grisões, com cerca de 312 habitantes. Estende-se por uma área de 3,10 km², de densidade populacional de 101 hab/km². Confina com as seguintes comunas: Cazis, Domat/Ems, Feldis/Veulden, Rhäzüns, Scheid, Tumegl/Tomils.
A língua oficial nesta comuna é o Alemão.